# Llorenç Beltran Salvà
Llorenç Beltran Salvà, àlies es Barbó (Inca, 23 de setembre del 1873 – 19 de juliol del 1937) fou un barber i articulista mallorquí anticlerical i simpatitzant de l'anarquisme, afusellat per un escamot feixista al cementiri d'Inca.
La seva barberia estava situada al carrer Major fins als anys vint del segle passat, quan va traslladar-la al domicili familiar del carrer Sant Bartomeu, número 14. Allí vivia amb la seva dona, Maria Antònia Alomar Ramis, i els seus fills Ramon (1903-1929), Antònia (1907-1933) i Miquel (1910-1935). Fou corresponsal a Inca de la revista satírica política Foch y Fum, d'orientació anticaciquil i anticlerical, des del seu naixement el 1917 fins que va ser clausurada durant el cop militar del 1936. Hi va escriure centenars d'articles contra les autoritats i l'empresariat locals amb un to marcadament incisiu i sarcàstic. Eren igualment molt conegudes les seves "Barbonades", una mena de pasquí que repartia entre la clientela amb comentaris àcids sobre l'actualitat social i política. També va ser col·laborador de l'efímera revista Avance, portaveu del Front Popular a la ciutat el 1936, on també col·laborava el seu amic Gabriel Buades i Pons, afusellat igualment pel feixisme.
El seu fill Miquel Beltran Alomar va començar defensant el republicanisme per esdevenir aviat anarquista. Fundà a Inca el grup d'afinitat llibertària Sol y Libertad i publicà el 1934 Violeta, una novel·la breu dins la col·lecció La Novela Ideal, de l'editorial La Revista Blanca, que dirigia Federico Urales, el pare de Frederica Montseny. Miquel morí de pulmonia un any abans de la Guerra Civil espanyola i el seu fou el primer enterrament civil celebrat a Inca, en un acte que fou multitudinari.